# Phyllanthus collinus
Phyllanthus collinus är en emblikaväxtart som beskrevs av Karel Domin. Phyllanthus collinus ingår i släktet Phyllanthus och familjen emblikaväxter.
Artens utbredningsområde är Queensland. Inga underarter finns listade i Catalogue of Life.